# 杨斌庆
杨斌庆（1938年11月—），男，湖北云梦人，中华人民共和国政治人物，曾任中共襄樊市委书记，中共湖北省委副秘书长兼办公厅主任，湖北省政协副主席。